# Scheinfeld
Scheinfeld è un comune tedesco di 4 945 abitanti situato nel land della Baviera.